# Горскино (Кемеровская область)
Го́рскино — село в Гурьевском районе Кемеровской области. Является административным центром Горскинского сельского поселения.

## История
Село было образовано в 1727 году и названо так по фамилии крестьян Горскиных. Крестьяне-переселенцы занимались земледелием, животноводством, вывозили пшеницу, мёд, кедровые орехи.
3 декабря 1923 года было принято решение о строительстве в Горскино гидроэлектростанции. Строительные работы были закончены к марту 1925 года и 8 марта был подан свет в 2888 домов крестьян. В 1927 году Горскинская ГЭС уже обслуживала 8 деревень в радиусе 9 км с населением свыше 10000 человек. К 1929 году образовались пять колхозов. После проведения новой линии от Беловской ГРЭС электростанция потеряла своё значение и была закрыта.

## География
Центральная часть населённого пункта расположена на высоте 228 метров над уровнем моря.

## Население
По данным Всероссийской переписи населения 2010 года, в селе Горскино проживает 1174 человека (559 мужчин, 615 женщин).

## Экономика
- ООО «Горскинское»